# Rijndijkbuurt
Rijndijkbuurt is een woonbuurt in de Nederlandse stad Leiden, die deel uitmaakt van de wijk Roodenburgerdistrict.